# Davis (Virgínia de l'Oest)
Davis és una població dels Estats Units a l'estat de Virgínia de l'Oest. Segons el cens del 2000 tenia 624 habitants.

## Demografia
Segons el cens del 2000, Davis tenia 624 habitants, 290 habitatges, i 176 famílies. La densitat de població era de 211,3 habitants per km².
Dels 290 habitatges en un 26,2% hi vivien nens de menys de 18 anys, en un 44,5% hi vivien parelles casades, en un 11,7% dones solteres, i en un 39,3% no eren unitats familiars. En el 36,9% dels habitatges hi vivien persones soles el 20% de les quals corresponia a persones de 65 anys o més que vivien soles. El nombre mitjà de persones vivint en cada habitatge era de 2,15 i el nombre mitjà de persones que vivien en cada família era de 2,76.
Per edats la població es repartia de la següent manera: un 22% tenia menys de 18 anys, un 6,1% entre 18 i 24, un 26,6% entre 25 i 44, un 23,4% de 45 a 60 i un 22% 65 anys o més.
L'edat mediana era de 42 anys. Per cada 100 dones de 18 o més anys hi havia 88 homes.
La renda mediana per habitatge era de 25.221 $ i la renda mediana per família de 31.333 $. Els homes tenien una renda mediana de 21.607 $ mentre que les dones 17.250 $. La renda per capita de la població era de 22.399 $. Entorn del 14,6% de les famílies i el 14,6% de la població estaven per davall del llindar de pobresa.

## Poblacions més properes
El següent diagrama mostra les poblacions més properes.